# 若狭敬一のワカサギ
若狭敬一のワカサギ（わかさけいいちのワカサギ）とは、2002年4月から2009年3月まで、7年にわたってCBCラジオ（中部日本放送）で放送されていたラジオ番組。
CBCアナウンサー若狭敬一がパーソナリティを務め、ハイパーナイト枠で放送されていた。
この番組はハイパーナイト枠設立当初から放送され、かつ枠内で一番長く放送された番組である。なお、ホームページ等では「ワカサギ」としか書かれていなかったが、タイトルコールでは「若狭敬一の」がついていた。

## 放送時間
すべてJST
- 金曜23:30-24:30（2002年4月-2003年3月）
- 金曜23:30-24:30（2003年4月-2004年3月）
- 水曜23:30-24:50（2004年4月-2008年3月）
- 金曜23:30-25:00（2008年4月-2009年3月）

## 番組内容
- CDの売り上げやリクエストなどをプラスした独自のチャートを発表する音楽番組である。他のチャート番組と異なる点は1位から順に発表する、かかる曲数が決まっていないことである。
- ゲストコーナーやその他のコーナーなどがあったため、90分番組にもかかわらず7,8位くらいまでしか発表できない場合も多かった。
- 音楽番組であるが、若狭がスポーツ好きであり、2005年からスポーツも担当することになったため、中日ドラゴンズを中心としたスポーツの話題やメールも多かった。

## 後継番組
- ハイパーナイト枠内ではその後、永岡歩アナウンサーがパーソナリティを務める「ナガオカ」が開始された（2011年現在はサタデーティーンズナイト枠にて放送されている）。
- この番組と同じく若狭がパーソナリティを務め、スポーツと音楽を中心とした「若狭敬一のスポ音」が土曜昼間に放送されている。